# Линия U55 (Берлин)
U55 — бывшая линия Берлинского метрополитена. Линия соединяет главный железнодорожный вокзал через станцию «Бундестаг» со станцией «Бранденбургские ворота». До закрытия была самой новой и самой короткой линией.
Была открыта 8 августа 2009 года, длина 1,8 километра.
17 марта 2020 года линия U55 была временно закрыта в связи со снижением пассажиропотока из-за пандемии COVID-19.
В начале мая 2020 года было решено не открывать станции до подключения к линии U5, которое произошло 4 декабря 2020 года.

## Станции

### Построенные станции
Линия состоит из 3 станций, все подземные.
- Центральный вокзал Берлина
- Бундестаг
- Бранденбургские ворота

Продолжение линии U5

### Строящиеся станции
- Унтер-ден-Линден с пересадкой на линию U6
- Музейный остров
- Берлинская ратуша

## В культуре
Линия U55 в состоянии до её объединения с линией U5 присутствует в дополнении (моде) «Metrostroi Subway Simulator» к игре «Garry’s Mod» в Steam. Функционирует в виде аддонов в Steam Workshop и разработана «игроком-энтузиастом». Дополнение отличается от других симуляторов высокой реалистичностью.